# Beaumont-du-Ventoux
Beaumont-du-Ventoux település Franciaországban, Vaucluse megyében. Lakosainak száma 307 fő (2022. január 1.). Beaumont-du-Ventoux Bédoin, Malaucène és Saint-Léger-du-Ventoux községekkel határos.

## Népesség
A település népességének változása:
| Lakosok száma | 299  | 285  | 280  | 288  | 296  | 304  | 304  | 307  |
|               | 2013 | 2015 | 2017 | 2018 | 2019 | 2020 | 2021 | 2022 |